# Limnocletodes behningi
Limnocletodes behningi är en kräftdjursart som beskrevs av Borutsky 1926. Limnocletodes behningi ingår i släktet Limnocletodes och familjen Cletodidae. Inga underarter finns listade i Catalogue of Life.